# Clasificación Unesco de 6 dígitos
La navegación por Wikipedia usando la clasificación Unesco de 6 dígitos es parcial. Puesto que en Wikipedia se categorizan los artículos teniendo en cuenta diversos factores, algunas categorías no pueden incluirse dentro de la clasificación Unesco, y viceversa. 
Nota: Los enlaces de esta página llevan a la clasificación en seis dígitos de la Unesco, y no al contenido en sí de la materia.
11 Lógica
12 Matemáticas
21 Astronomía y Astrofísica
22 Física
23 Química
24 Ciencias de la Vida
25 Ciencias de la Tierra y el Espacio
31 Ciencias Agronómicas
32 Ciencias Médicas
33 Ciencias de la tecnología
51 Antropología
52 Demografía
53 Ciencias de la economía
54 Geografía
55 Historia
56 Derecho
57 Lingüística
58 Pedagogía
59 Ciencias políticas
61 Psicología
62 Ciencias de las artes y las letras
63 Sociología
71 Ética
72 Filosofía